# G-Force – Agenten mit Biss
G-Force – Agenten mit Biss (Originaltitel: G-Force) ist eine US-amerikanische Action-Familienkomödie aus dem Jahr 2009. Der oscarprämierte Visuell-Effekt-Spezialist Hoyt Yeatman gibt mit diesem Film sein Regiedebüt, in der erstmals die neue Disney Digital 3-D-Technik in einem Realfilm angewandt wurde. Der Film ist eine Parodie auf Mission: Impossible.

## Handlung
In einem Forschungslabor des FBI werden Kleintiere von Wissenschaftlern unter der Leitung von Ben mit einem Übersetzungsmodul ausgestattet, um mit den Menschen kommunizieren zu können. Die drei Meerschweinchen Darwin, Blaster und Juarez, der Sternmull Speckles und die Stubenfliege Mooch werden zu Agenten ausgebildet. Darwin fungiert als Teamleiter, während Blaster und Juarez ihn zusätzlich beim Feldeinsatz unterstützen. Speckles ist für die Computertechnik zuständig.
Als Feuerprobe muss das Team den Haushaltsgerätehersteller Saber Industries infiltrieren. Die Crew soll dort Dateien von einem Computer stehlen, um bei ihrem ersten Einsatz eine Verschwörung namens Cluster Storm aufzudecken. Da sie aber scheinbar die falsche Datei besorgt haben und die Aktion auch nicht genehmigt war, beschließen die Special Agents vom FBI, die Tiere gefangen zu nehmen und das Forschungslabor zu schließen. Auf der Flucht gelangt das G-Force Team in eine Zoohandlung, wo sie Hurley treffen.
Juarez und Blaster lassen sich kaufen und gelangen so in die Freiheit. In der Hoffnung, im Garten begraben zu werden und so aus dem Käfig zu entkommen, stellt sich Speckles tot. Doch die Tierheimbesitzer wählen den leichteren Weg und so landet Speckles in einem Müllfahrzeug. Darwin gelingt es mit Hurley im Schlepptau, ebenfalls zu entkommen. Auf dem Rückweg zu Ben entdecken sie das schreckliche Geheimnis: In sämtlichen Kaffeemaschinen, Mixern, Mikrowellen und Kühlschränken von Saber Industries verbergen sich hochgerüstete Kampfmaschinen, die die Menschheit mithilfe der Steuerung von Weltraumschrott zu vernichten drohen. In Bens Haus treffen sie schließlich auf Juarez und Blaster, die mittlerweile von ihren neuen Besitzern geflohen sind.
Mit einem der Prototypen eines von Ben entwickelten Spezialfahrzeugs gelingt es ihnen, noch aus Bens Haus zu fliehen, an dem mittlerweile die Special Agents des FBI angekommen sind. Bei der wilden Verfolgungsjagd gelingt es ihnen, sich ihrer Verfolger zu entledigen und sich zu Sabers Anwesen zu begeben. Darwin wird dort aufgrund der Explosion einer Sprengfalle, die durch eine mutierte Mikrowelle ausgelöst wird, von der Gruppe getrennt und schlägt sich allein zum Hauptcomputer durch. Währenddessen hat Saber das Projekt gestartet, wodurch sämtliche von seiner Firma produzierten Geräte sich in Roboter verwandeln, was das FBI veranlasst, das Anwesen zu umstellen. Währenddessen ist Darwin am Hauptcomputer angekommen und erkennt, dass Speckles der Drahtzieher der Aktion war und gerade dabei ist, zum finalen Schlag gegen die Menschheit auszuholen. Er erklärt Darwin dabei, dass er sich mit dieser Aktion an den Menschen rächen wollte, die seine Familie zerstört hatten. Darwin kann ihn aber in letzter Sekunde vom Unsinn seiner Aktion überzeugen, woraufhin Speckles versucht, das Programm zu stoppen. Dies gelingt allerdings nur durch einen Virus, den Speckles zu Beginn des Films statt der Datei auf den Datenträger kopiert hatte.

## Produktion und Veröffentlichung
- G-Force hatte in den USA am 19. Juli 2009 seine Premiere und kam am 24. Juli 2009 in die US-amerikanischen Kinos. In Deutschland erschien G-Force – Agenten mit Biss am 15. Oktober 2009 in den Kinos.[3]
- Die Produktionskosten beliefen sich auf 150 Millionen US-Dollar.[4]
- G-Force ist im Verleih der Walt Disney Studios Motion Pictures (Buena Vista).[4]

## Synchronisation
| Rolle    | englische Sprecher | deutsche Sprecher |
| -------- | ------------------ | ----------------- |
| Speckles | Nicolas Cage       | Götz Otto         |
| Juarez   | Penélope Cruz      | Sonya Kraus       |
| Hurley   | Jon Favreau        | Wigald Boning     |
| Darwin   | Sam Rockwell       | Dietmar Wunder    |
| Bucky    | Steve Buscemi      | Bernhard Völger   |
| Blaster  | Tracy Morgan       | Jan Odle          |
| Mooch    | Dee Bradley Baker  |                   |

## Kritiken
„Actionfilm für Kinder, der in seiner Mischung aus Tieranimation, Abenteuer aus dem Computer und behäbigem Realfilm-Ereignis (auch als 3D-Version) allenfalls durch überhebliche Witze und eine stumpfsinnige Handlung auffällt.“

„[D]er Film nimmt sich viel zu ernst, und auf der erzählerischen Ebene hapert es an allen Ecken und Enden. Regie-Debütant Hoyt Yeatman, seines Zeichens begnadeter Spezialeffekte-Techniker, gelingt es an keiner Stelle im Film, so etwas wie Erzählfluss aufkommen zu lassen. […] Unglaublich, dass dieser Film durch die Endabnahme des auf Erfolg programmierten Produzenten Jerry Bruckheimer (‚Fluch der Karibik‘) durchrutschen konnte.“

„Runder, gelungener Action-Agentenfilm für Kinder mit ganz ordentlicher Handlung, gewürzt mit genau der richtigen Menge Humor und Spannung, mit gelungenen Effekten und etwas berechtigter Schadenfreude. Lediglich der arg poppige Soundtrack wäre noch verbesserungsfähig. Dennoch eine nette Unterhaltung für die ganze Familie.“

## Videospiel
Das auf dem Film basierende Videospiel für die PlayStation 3, PlayStation 2, Xbox 360, Wii, PlayStation Portable, Nintendo DS und Microsoft Windows wurde am 21. Juli 2009 veröffentlicht. Die Versionen für die PS3 und Xbox 360 kommen mit zwei 3D-Brillen.